# Alipašin most (nádraží)
Alipašin most (v srbské cyrilici Алипашин мост) je železniční stanice, která se nachází ve stejnojmenné lokalitě v metropoli Bosny a Hercegoviny, Sarajevu. Je druhým nádražím na území města, hned po hlavní stanici. Stanice se nachází na třídě Saveta Zajke v místní části Novi Grad. Je součástí trati Sarajevo–Ploče a zároveň trati Šamac–Sarajevo (km 254,9).
Význam má především pro nákladní dopravu a pro místní seřaďovací nádraží.

## Historie
Nádraží v tomto místě vzniklo již při vybudování úzkorozchodné železniční trati během Rakousko-uherské okupace Bosny a Hercegoviny. Patrová staniční budova vznikla podle projektu typického pro rakousko-uherské nádražní budovy. Během druhé světové války byla cílem náletů spojeneckého letectva během bombardování města v roce 1944.
Současná nádražní budova byla dokončena roku 1972 podle projektu Saida Jamakoviće. Ten dal staniční budově podobu jednopatrového modernistického objektu. Jen malá část stavby byla určena pro veřejnost, většina z ní má význam pro správu nádraží a administrativu. Celková plocha staniční budovy činí 740 m2